# Езиков кабинет
Езиковите кабинети (езикови лаборатории, лингафонни кабинети) са аудио-визуални технически средства за обучение на чужди езици. Служат за подпомагане на съвременното езиково обучение, повишавайки качеството за усвояване на слухово- говорните умения на обучаемите. Изграждат се в средни и висши училища и специализирани школи.
Началото е поставено от грамофон, като уроците са записвани на грамофонни плочи – пасивна работа. Първите кабинети с активна работа се създават през 1950 г. на базата на ролкови магнетофони, монтирани в кабини. Следва второ поколение кабинети, изградени с касетофони (1980 – 2000). Най-новото поколение езикови лаборатории са мултимедийни и са изградени с персонални компютри.

## Предназначение
Езиковите кабинети играят важна роля в езиковото обучение от много дълъг период. Това е най-мощното средство за придобиване на слухово-говорни умения. Възможността да се работи както в класната стая, така и в библиотека, у дома или в офис, поставя обучаемия потопен в средата много по-дълго време от обичайния академичен час. Работата на преподавателя е подпомогната от богатата фонотека записи, филми, фонетичен материал, граматически упражнения и тестове.

## Структура и конфигурация
Класическият вариант на езиков кабинет: пулт за управление на преподавателя и даден брой работни места на обучаемите, оборудвани с двуканален едновременно записващ и възпроизвеждащ касетофон със слушалки с микрофон.
Пултът на преподавателя служи за прехвърляне на учебните записи към работните места, мониторинг – прослушване на работата на обучаемите, конферентна връзка – разговор с обучаеми.
В по-новите модели преподавателят може да управлява касетофоните на обучаемите (отдалечен контрол) от своя пулт (запис, стоп, връщане и др.), да прехвърля записите с висока скорост (fast copy), да заключва касетите.

## Проблеми
Езикови лаборатории с ролкови магнетофони създават редица проблеми с ролките, заплитане на лентата, механични повреди и водят до бавна работа. Касетофоните от своя страна имат по-големи предимства, но при тях проблемите идват от електрониката и фината механика на микро-двигателите. Тези 2 типа кабинети изискват специализиран сервиз и скъпи резервни части.

## Компютърни езикови кабинети
Най-новото поколение езикови лаборатории с персонални компютри имат значително повече функции, ниска цена и лесна поддръжка. Те се характеризират с по-големи възможности за прилагане на методиката за чуждо-езиковото обучение. Включени са функции за обучение на преводачи, симултантен и консекутивен превод, фонетика, видео, дублаж и превод в ефир.
Пултът на преподавателя и касетофонът на обучаемия са заменени от програми. Всички аудио и видео-материали и тестове, с които са съпроводени учебниците, могат да се зареждат от тези 2 програми.